# Юхары Чардахлар
Юхары Чардахлар (азерб. Yuxarı Çardaxlar) — село, расположенное в Загатальском районе Азербайджана. Площадь села составляет 1293 га, население — 2244 человек.

## Расположение
Расположено селение на высоте 786 метров, в 14 км от райцентра города Загатала, на южных предгорьях Большого Кавказского хребта, на реке Мухахчай, являющейся левым притоком реки Карачай, которая в свою очередь является левым притоком реки Алазани.

## История и население
Предки многих жителей селения, согласно результатам полевого опроса Дагестанского отряда Института этнографии от 1982 года, являются выходцами из Дагестана. В селении живут аварцы и цахуры. Согласно преданиям, которые были записаны у аварцев селения Юхары Чардахлар, их предки пришли сюда несколько поколений назад из селения Тарысан (в современном Рутульском районе Республики Дагестан имеются развалины этого селения), позже в селение стали переселяться жители другого дагестанского села — Кусур.
Предки цахур же поселились в селе Юхары Чардахлар позже аварцев. Они появились из селений Мишлеш и Муслах Рутульского района, по большей части после революции 1917 года. В основном это были лица, которых связывало с местными аварцами определённое родство. К началу 80-х годов аварцы и цахуры в Юхары Чардахларе жили не поквартально, а смешанно. Языком общения аварцев и цахур между собой является азербайджанский, а у цахур отмечалось знание аварского языка.

## Памятники культуры

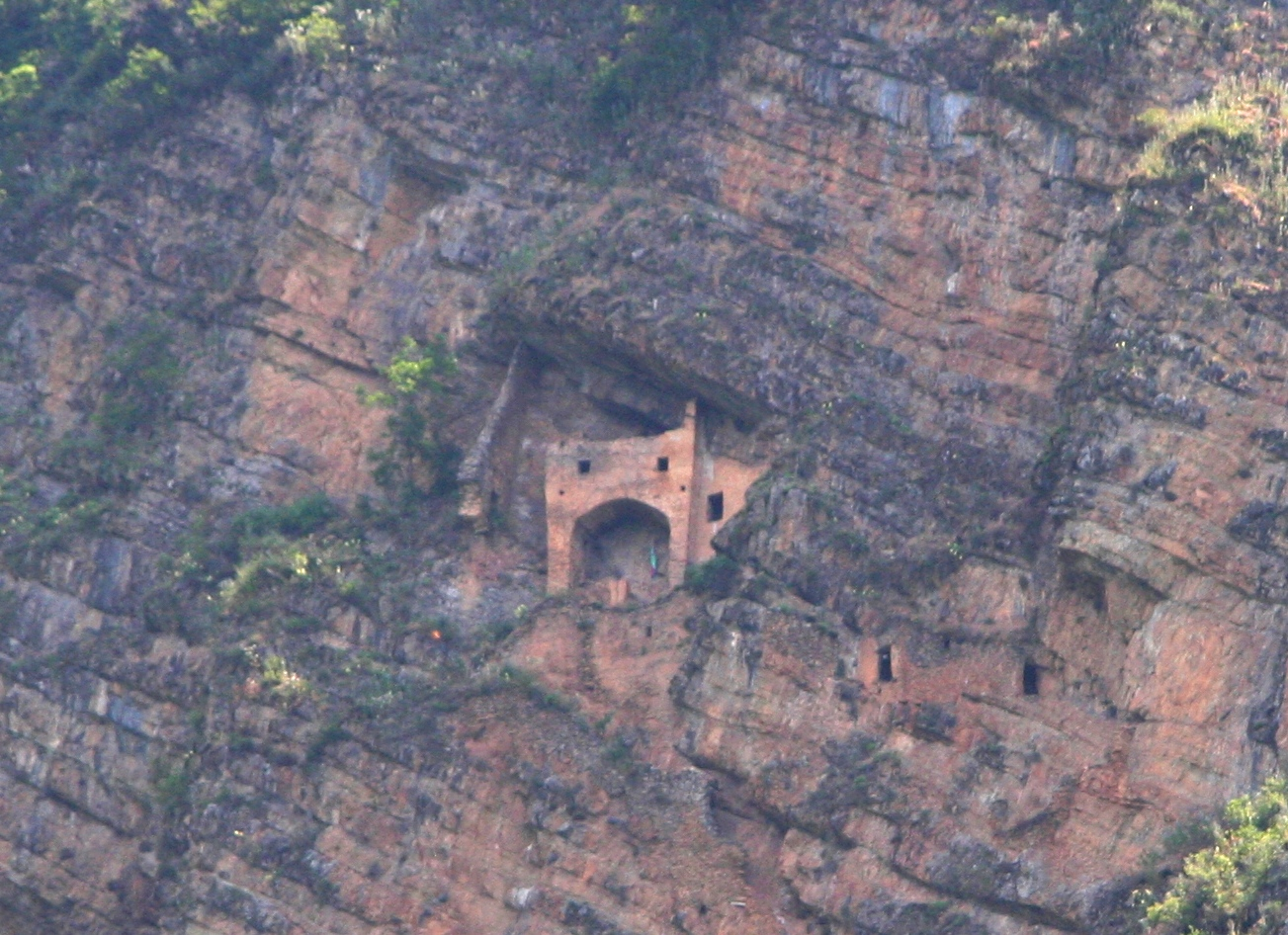
Высеченная в горе крепость Пери-кала близ селения Юхары Чардахлар

В селе расположена башня XIII века, развалины албанской церкви, дом-культуры, а также мечеть, построенная в XIX веке. Также близ селения расположена высеченная в горе крепость Пери-кала.